# Csíkosfarkú lappantyú
A csíkosfarkú estifecske (Nyctiprogne rufiventris) a madarak (Aves) osztályának a lappantyúalakúak (Caprimulgiformes) rendjéhez, ezen belül a lappantyúfélék (Caprimulgidae) családjához tartozó faj.

## Rendszerezése
A fajt Johann Baptist von Spix német ornitológus írta le 1825-ben, a Caprimulgus nembe Caprimulgus leucopygus néven.

## Alfajai
- Nyctiprogne leucopyga exigua Friedmann, 1945
- Nyctiprogne leucopyga latifascia Friedmann, 1945
- Nyctiprogne leucopyga leucopyga (von Spix, 1825)
- Nyctiprogne leucopyga majuscula Pinto & Camargo, 1952
- Nyctiprogne leucopyga pallida Phelps & Phelps Jr, 1952[2]

## Előfordulása
Bolívia, Brazília, Ecuador, Francia Guyana, Guyana, Kolumbia, Paraguay, Peru és Venezuela területén honos.
Természetes élőhelyei a szubtrópusi vagy trópusi síkvidéki esőerdők és szavannák, mocsarak, folyók és patakok környékén. Állandó, nem vonuló faj.

## Megjelenése
Testhossza 16–20 centiméter, a hím testtömege 23–24 gramm, a tojóé 23–26 gramm.

## Életmódja
Rovarokkal és hangyákkal táplálkozik.

## Természetvédelmi helyzete
Az elterjedési területe rendkívül nagy, egyedszáma viszont csökken, de még nem éri el a kritikus szintet. A Természetvédelmi Világszövetség Vörös listáján nem fenyegetett fajként szerepel.